# Schwarze Berge (Grünz)
Schwarze Berge ist eine 74,1 m ü. NHN hohe Erhebung der Uckermark in Mecklenburg-Vorpommern.

## Lage und Umgebung
Die Höhe liegt auf der Gemarkung von Grünz, einem Ortsteil der Stadt Penkun im Landkreis Vorpommern-Greifswald in Mecklenburg-Vorpommern. Der überwiegende Teil der Höhe ist lückenhaft bewaldet, nur auf den östlichen Anteilen findet sich eine offene Agrarlandschaft. Auf der Kuppe befindet sich ein Trigonometrischer Punkt. Die Erhebung und seine Umgebung, ein stark gegliederter Hangbereich des Randow-Urstromtales, gehören zum 697 Hektar großen FFH-Gebiet „Randowtal bei Grünz und Schwarze Berge“.

## Geschichte
Der Name der Höhe soll darauf zurückgehen, dass die hier zu findenden Fichten und Kiefern im Sonnenschein schwarz schimmerten. Im Rahmen des Baus der nahe gelegenen und heute als Bundesautobahn 11 bezeichneten Fernstraße wurde in den Jahren 1935 und 1936 an mehreren Stellen Sand in nicht unerheblichen Umfang abgebaut. Schon vor dem Zweiten Weltkrieg bis 1956 waren Segelflieger hier zu Hause.
Das Areal war jahrzehntelang ein Sperrgebiet. Vorher eine Einrichtung der Verwaltung 15 des Ministeriums für Nationale Verteidigung, wurde das Gelände 1962 an den Geheimdienst übergeben. Es wurde ein Teil des geheimen Ausbildungsobjektes mit dem Tarnnamen „Wally“. Im Rahmen einer Zusammenlegung wurde es 1973 eines von drei Objekten der „Zentralen Fachschule“ in Wartin. Bis 1990 stand hier eine sowjetische Tupolew 134-A an der von Spezialeinheiten des Ministeriums für Staatssicherheit die Befreiung von Geiseln einer Flugzeugentführung trainiert wurde. Sie war Teil des hier gelegenen und von Bunkern durchzogenen Ausbildungsareals.